# Рай-Барели
Рай-Барели (англ. Raebareli, хинди रायबरेली) — город на севере Индии, в штате Уттар-Прадеш, административный центр одноимённого округа.

## География
Город находится в северной части Уттар-Прадеша, на левом берегу реки Сай, на высоте 110 метров над уровнем моря.
Рай-Барели расположен на расстоянии приблизительно 62 километров к юго-юго-востоку (SSE) от Лакхнау, административного центра штата и на расстоянии 460 километров к юго-востоку от Нью-Дели, столицы страны.

## Демография
По данным официальной переписи 2011 года численность населения города составляла 152 010 человек, из которых мужчины составляли 52,3 %, женщины — соответственно 47,7 %. Уровень грамотности взрослого населения составлял 74,8 %. Уровень грамотности среди мужчин составлял 78,6 %, среди женщин — 70,5 %. 9,9 % населения составляли дети до 6 лет.
Динамика численности населения города по годам:
| 1991    | 2001    | 2011    |
| ------- | ------- | ------- |
| 129 904 | 169 285 | 191 056 |

## Экономика и транспорт
Основу экономики города составляют торговля (прежде всего продуктами сельскохозяйственного производства) и текстильная промышленность. В его окрестностях выращивают рис, пшеницу, ячмень и просо.

Сообщение Рай-Барели с другими городами Индии осуществляется посредством железнодорожного и автомобильного транспорта. В 8 километрах к востоку от города расположен одноимённый аэропорт (ICAO: VIRB).